# Abstinenznachweis
Ein Abstinenznachweis ist ein diagnostisches Verfahren, mit dem belegt werden soll, dass eine Person über einen bestimmten Zeitraum hinweg keine psychoaktiven Substanzen wie Alkohol oder illegale Drogen konsumiert hat. Er wird insbesondere im Rahmen der MPU zur Wiedererlangung der Fahrerlaubnis in Deutschland eingesetzt. Darüber hinaus findet er auch in anderen rechtlichen und medizinischen Kontexten Anwendung, zum Beispiel bei gerichtlichen Auflagen oder im Rahmen von Therapieprogrammen.

## Rechtsgrundlage und Anwendung
Der Abstinenznachweis spielt eine zentrale Rolle bei der Beurteilung der Fahreignung im Rahmen der medizinisch-psychologischen Untersuchung (MPU). Die rechtliche Grundlage hierfür ergibt sich aus der Fahrerlaubnis-Verordnung (FeV), insbesondere aus den Paragraphen § 11, § 13 und § 14. Diese regelt die Anforderungen an die körperliche und geistige Eignung sowie die besonderen Voraussetzungen bei Alkohol- oder Drogenauffälligkeit im Straßenverkehr.
Ein Abstinenznachweis kann erforderlich sein, wenn die Fahrerlaubnisbehörde Zweifel an der dauerhaften Abstinenz einer Person hat. Dies betrifft häufig Fälle mit wiederholtem oder schwerwiegendem Alkohol- oder Drogenkonsum. Die Nachweise dienen dazu, im Vorfeld der MPU eine Verhaltensänderung und den Verzicht auf Suchtmittel glaubhaft zu machen.
Auch außerhalb der MPU wird der Abstinenznachweis in verschiedenen Bereichen verlangt, etwa im Rahmen familiengerichtlicher Verfahren, bei gerichtlichen Auflagen im Strafrecht oder im Kontext medizinischer Rehabilitationseinrichtungen.

## Durchführungsarten
Für den Abstinenznachweis kommen verschiedene medizinisch-toxikologische Verfahren zum Einsatz. Diese sollen den Nachweis erbringen, dass innerhalb eines bestimmten Untersuchungszeitraums kein Konsum stattgefunden hat. Die am häufigsten verwendeten Methoden sind:

### Urinscreening
Beim Urinscreening wird die untersuchte Person in einem festgelegten Zeitraum mehrmals zu kurzfristig angekündigten Terminen zur Abgabe einer Urinprobe einbestellt. Die Anzahl der Proben richtet sich nach der Dauer des Nachweises: Bei Alkohol sind vier Proben innerhalb von sechs Monaten üblich, bei anderen Drogen sechs Proben innerhalb eines Jahres. Die Abgabe erfolgt unter Sichtkontrolle, um Manipulationen zu verhindern. Die Auswertung erfolgt in einem akkreditierten toxikologischen Labor.

### Haaranalyse
Alternativ oder ergänzend kann eine Haaranalyse durchgeführt werden. Dabei werden Kopfhaare in der Regel möglichst nah an der Kopfhaut abgeschnitten und in einem Labor auf Abbauprodukte von Alkohol (insbesondere Ethylglucuronid, kurz EtG) oder Drogen untersucht. Pro Zentimeter Haarlänge lässt sich etwa ein Monat rückwirkend beurteilen. Je nach Art der Substanz können maximal drei bis sechs Zentimeter analysiert werden. Gefärbte oder gebleichte Haare sind oft nicht verwertbar.

### EtG-Test
Bei der Überprüfung von Alkoholabstinenz wird häufig der EtG-Wert (Ethylglucuronid) bestimmt, ein direkter Marker für Alkoholkonsum. Der EtG-Test kann sowohl im Urin als auch im Haar durchgeführt werden und gilt als sehr empfindlich. Bereits geringe Mengen Alkohol können nachgewiesen werden, weshalb selbst alkoholhaltige Lebensmittel oder Kosmetika das Ergebnis beeinflussen können.

## Anerkennung und Qualitätssicherung
Damit ein Abstinenznachweis im Rahmen einer medizinisch-psychologischen Untersuchung (MPU) oder in anderen rechtlich relevanten Verfahren anerkannt wird, muss er bestimmten formalen und qualitativen Anforderungen genügen.

### Anerkannte Stellen
Der Nachweis darf nur von Einrichtungen durchgeführt werden, die nach der Norm DIN EN ISO/IEC 17025 akkreditiert sind. Diese Norm garantiert die fachliche Kompetenz von Prüflaboratorien, insbesondere im Bereich der chemisch-toxikologischen Analytik.

### CTU-Kriterien
Für den Bereich der MPU gelten zusätzlich die sogenannten CTU-Kriterien (Chemisch-Toxikologische Untersuchung). Sie regeln unter anderem:
- Die Anzahl und zeitliche Verteilung der Proben
- Die Ankündigungsfristen für Urinkontrollen
- Die Anforderungen an Sichtkontrolle und Dokumentation
- Die Auswertung und Aufbewahrung der Analyseergebnisse

Nur wenn ein Abstinenznachweis diese Anforderungen erfüllt, wird er von den Begutachtungsstellen für Fahreignung (z. B. TÜV, DEKRA) anerkannt und bei der Beurteilung der Fahreignung berücksichtigt.

### Dokumentation und Nachvollziehbarkeit
Ein vollständiger Abstinenznachweis umfasst neben den eigentlichen Analyseergebnissen auch Angaben zur Identitätskontrolle, zum Zeitraum des Nachweises, zur verwendeten Methode sowie zur beauftragten Laborstelle. Nur bei vollständiger und lückenloser Dokumentation kann der Nachweis verwertet werden.

## Kritik und Diskussion
Der Abstinenznachweis ist ein zentrales Element bei der Beurteilung der Fahreignung, steht jedoch immer wieder in der öffentlichen und fachlichen Diskussion. Kritische Punkte betreffen sowohl die Kosten als auch die Aussagekraft und Verfügbarkeit der Nachweismethoden.

### Kosten und soziale Gerechtigkeit
Ein vollständiger Abstinenznachweis kann mehrere hundert Euro kosten. In Kombination mit weiteren Anforderungen im Rahmen der MPU, wie psychologischen Gesprächen oder Vorbereitungskursen, kann die finanzielle Belastung für Betroffene erheblich sein. Kritiker sehen hierin eine Benachteiligung einkommensschwächerer Personen, für die eine Wiedererlangung der Fahrerlaubnis unter Umständen nicht finanzierbar ist.

### Aussagekraft und Messgenauigkeit
Die Nachweismethoden gelten zwar als zuverlässig, doch es bestehen auch Einschränkungen. So können etwa EtG-Werte durch alkoholfreie Produkte wie bestimmte Fruchtsäfte, Mundspülungen oder Medikamente beeinflusst werden. Bei Haaranalysen kann das Färben oder Bleichen der Haare die Analyse erschweren oder unmöglich machen. In seltenen Fällen sind falsch-positive oder falsch-negative Befunde möglich.

### Verhältnis von Alkohol- und Drogenabstinenz
Ein weiterer Kritikpunkt betrifft die unterschiedliche Behandlung von Alkohol- und Drogenauffälligkeiten. Während bei bestimmten Drogenfunden meist ein einjähriger Abstinenznachweis gefordert wird, wird Alkoholkonsum unter bestimmten Voraussetzungen auch bei regelmäßigem Trinken als sozial adäquat gewertet. Kritiker fordern eine differenziertere Bewertung und eine einheitlichere Regelung auf wissenschaftlicher Grundlage.